# Wikliny nadrzeczne
Wikliny nadrzeczne, zarośla wiklin (Salicetum triandro-viminalis Lohm. 1952) – zespół roślinności tworzony przez wąskolistne wierzby krzewiaste nad większymi rzekami Europy na obszarach niżowych. 

## Rozmieszczenie geograficzne
Występuje w środkowej i południowej Europie od Francji na zachodzie po Ukrainę na wschodzie. W Polsce obecny jest nad rzekami w całym kraju. W wyższych, górskich odcinkach rzek w Alpach i Karpatach ustępuje zaroślom wierzby siwej Salici-Myricarietum. Na Półwyspie Iberyjskim, gdzie wikliny nadrzeczne były także wymieniane, wyodrębnione zostały związki zespołów Salicion salviifoliae i Salicion discolori-neotrichae. W środkowej Ukrainie na siedliskach nadrzecznych wikliny zastępowane są przez zespoły ze związków Rubo caesii-Amphorion fruticosae i Artemisio dniproicae-Salicion acutifoliae. 

## Warunki siedliskowe
Wikliny nadrzeczne kształtują się wzdłuż odsłoniętych brzegów rzek, bezpośrednio przy korycie, gdzie w warunkach naturalnych zbiorowisko ma charakter trwały, ponieważ wezbrania i spływ kry odmładzają łatwo regenerujące się zarośla uniemożliwiając rozwój drzew. O trwałości tych zarośli decyduje elastyczność pędów wierzb i łatwość ich odrastania.
Zbiorowisko to występuje w dolinach większych rzek, w których akumulacja nanosów rzecznych powoduje powstawanie mad z piasków i namułów. Ich siedlisko cechuje się dużą zmiennością warunków. Bywa silnie uwodnione i zalewane podczas wezbrań, które wzbogacają je w składniki pokarmowe. Z kolei poza tymi okresami poziom wody często spada, a składniki decydujące o żyzności siedliska są wypłukiwane z gleby.
Rozległe płaty wiklin wykształcają się na płaskich i słabo nachylonych brzegach rzek w zasięgu przeciętnych stanów wody. Tam, gdzie brzegi są strome, zarośla tworzą wąskie pasmo o uproszczonej budowie i składzie. W przypadku spadku dynamiki oddziaływań rzeki w miejscu wiklin rozwijają się łęgi wierzbowo-topolowe.
Jako zbiorowisko nieleśne nie są ujmowane w typologii siedliskowej lasów.
Wikliny nadrzeczne są istotnym siedliskiem dla wielu gatunków zwierząt.

## Skład gatunkowy

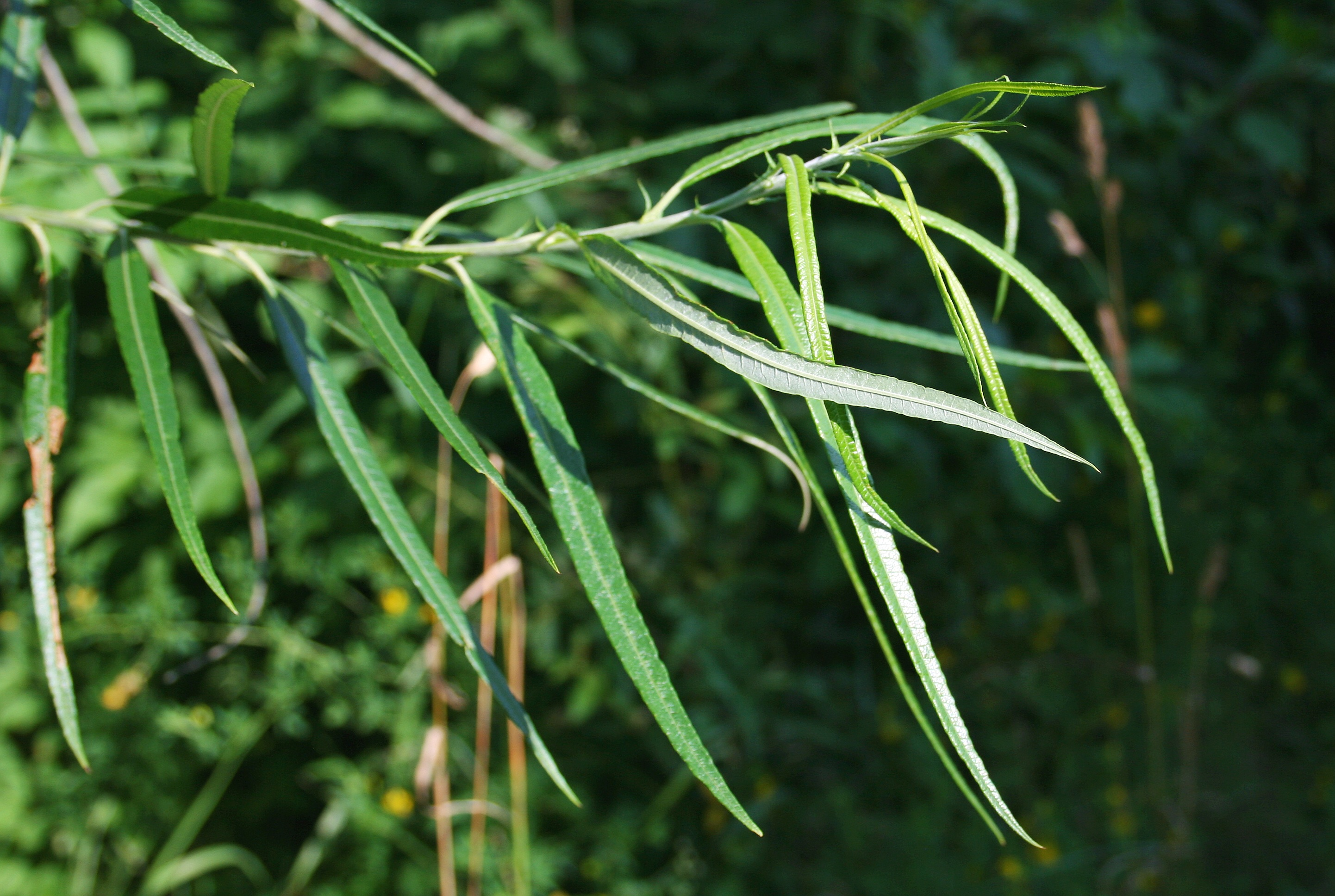
Gałązka wierzby wiciowej – gatunku najczęściej i najliczniej rosnącego w wiklinach nadrzecznych

Charakterystyczna kombinacja gatunków
ChCl. Salicetea purpureae i ChO. Salicetalia purpureae: wierzba krucha (Salix × fragilis), wierzba purpurowa (Salix purpurea)
DCl. Salicetea purpureae: kielisznik zaroślowy (Calystegia sepium), chmiel zwyczajny (Humulus lupulus), mozga trzcinowata (Phalaris arundinacea), czyściec błotny (Stachys palustris), żywokost lekarski (Symphytum officinale)
ChAll. Salicion albae: wierzba biała (Salix alba), wierzba trójpręcikowa (Salix triandra), wierzba wiciowa (Salix viminalis)
DAll. Salicion albae: jeżyna popielica (Rubus caesius), pokrzywa zwyczajna (Urtica dioica)
ChAss. Salicetum triandro-viminalis: wierzba trójpręcikowa (Salix triandra)
Warstwa krzewówW zbiorowisku najczęściej dominuje wierzba wiciowa (Salix viminalis), której towarzyszą: wierzba purpurowa (Salix purpurea) i trójpręcikowa (S. triandra) oraz młode lub pojedyncze starsze okazy wierzby białej (Salix alba) i kruchej (S. fragilis). Krzewy zwykle są zwarte i osiągają do 6 m wysokości.
Warstwa roślin zielnychZwykle niezbyt zróżnicowana gatunkowo. Często z udziałem pnączy: chmielu zwyczajnego, kielisznika zaroślowego, rzadziej kanianki wielkiej. Częstymi dominantami są mozga trzcinowata i pokrzywa zwyczajna. Poza tym rosną tu gatunki z muraw zalewowych Agropyro-Rumicion crispi, w płatach inicjalnych też rośliny namuliskowe (rzepień, rzepicha), a w płatach powstałych po wycięciu drzew w miejscu łęgów wierzbowo-topolowych – gatunki leśne.

## Zagrożenia

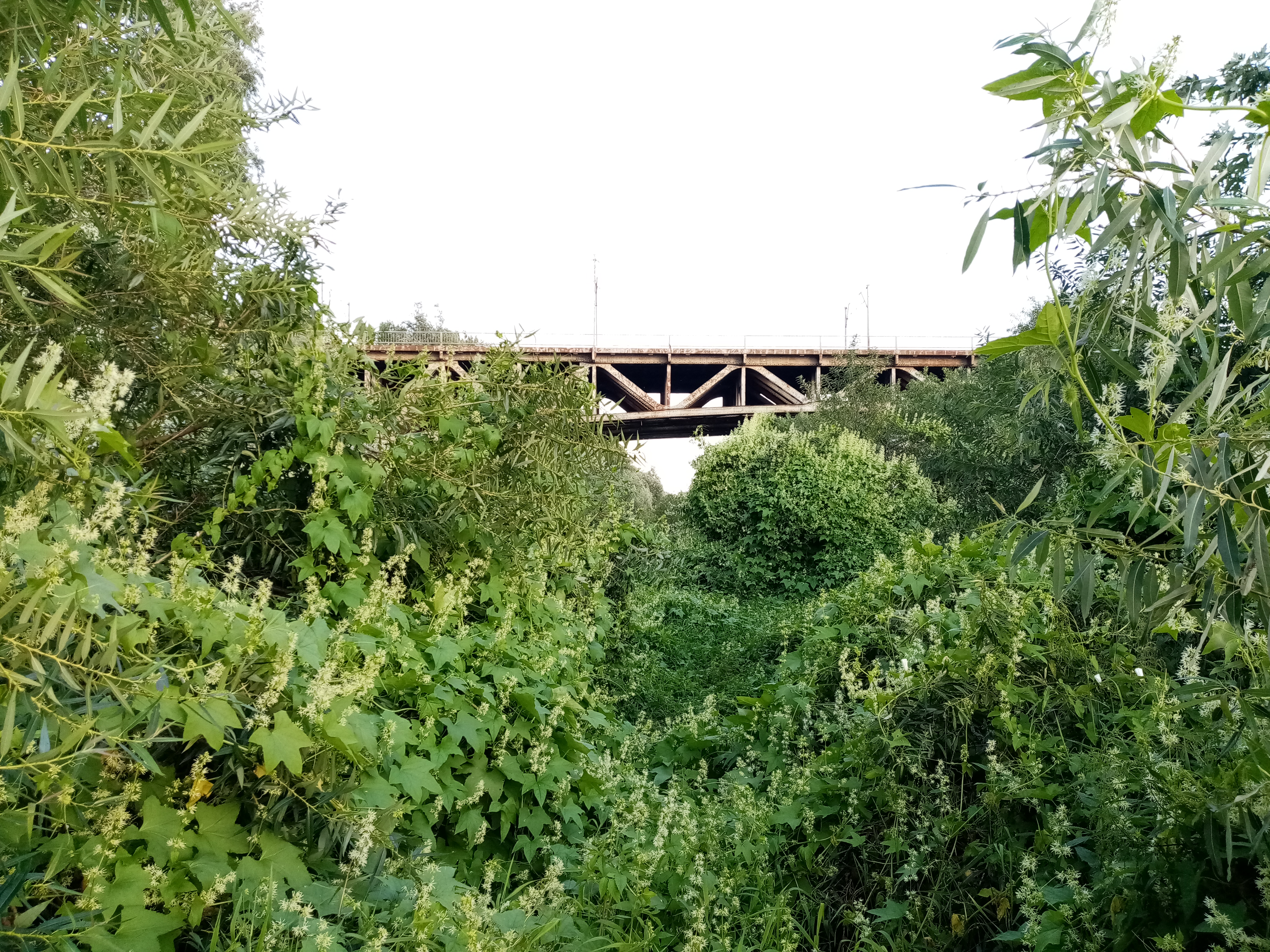
Zarośla wierzbowe porośnięte inwazyjną kolczurką klapowaną w Warszawie

Ze względu na dużą odporność tych zarośli na zaburzenia związane z oddziaływaniem rzeki, naśladujące je ingerencje polegające np. na pozyskaniu pędów na faszynę lub wycinka krzewów z powodów przeciwpowodziowych – nie powodują istotnej, trwałej szkody, a zarośla po takich działaniach odrastają. Krytyczny problem stanowi regulacja rzek oraz gatunki inwazyjne, wśród których największe problemy w Europie Środkowej w tym siedlisku sprawiają: klon jesionolistny Acer negundo, kolczurka klapowana Echinocystis lobata i rdestowce Reynoutria sp.

## Znaczenie użytkowe
Łatwo odrastające i elastyczne pędy wierzb z zarośli nadrzecznych pozyskiwane były na faszynę i na potrzeby plecionkarstwa. Gatunki tworzące to zbiorowisko z powodu łatwości tworzenia odrostów i szybkiego ich wzrostu wykorzystywane są w uprawach energetycznych. Z powodu odporności na zanieczyszczenia stosowane są też w oczyszczalniach hydrofitowych.
Wikliny nadrzeczne mogą też w pewnych sytuacjach stwarzać zagrożenie, np. pokrywając dużą przestrzeń w obrębie międzywala mogą w czasie wezbrań przyczyniać się do lokalnego piętrzenia wód i powstania fali powodziowej. Podobnie w okresie spływania kry mogą przyczyniać się do tworzenia się zatorów lodowych. Stąd wikliny bywają wycinane w obrębie międzywali.